# The Extraordinaires (groupe américain)
Pour les articles homonymes, voir The Extraordinaires.
The Extraordinaires est un groupe de rock originaire de Philadelphie, Pennsylvanie.
Ils s'habillent tous comme les marins et leur album (qu'ils vendent dans un petit livre), Ribbons of War, raconte l'histoire d'un capitaine et son amoureuse (qui s'appelle Annalis), une pilote. L'album commence avec trois chansons qui nous dit de leur rapport et comment ils ont fait la connaissance. Les trois prochaines chansons racontent comment chaque personne a devenue jalouse de l'autre. Les quatre chansons finales raconte l'histoire de la grande bataille, dans laquelle Annalis percute son avion dans le bateau de le capitaine. L'équipage du navire chante une des chansons finales, dans laquelle ils chantent « tout ce que nous pouvons faire c'est descendre avec un salut fier ».
Pendant l'été de 2006, les deux membres originaux (Jay Purdy et Matt Gibson) ont créé leur deuxième album, Short Stories.